# Üçgüllük, Arsuz
Üçgüllük là một thị trấn thuộc huyện Arsuz, tỉnh Hatay, Thổ Nhĩ Kỳ. Dân số thời điểm năm 2011 là 3.552 người.